# Aramayoïta
L'aramayoïta és un mineral de la classe dels sulfurs. Rep el seu nom de Felix Avelino Aramayo (1846-1929), antic director general de la companyia "Aramayo de Minas" en Bolívia.

## Característiques
L'aramayoïta és una sulfosal de fórmula química Ag(Sb,Bi)S₂. És isostructural amb la baumstarkita. Cristal·litza en el sistema triclínic en plaques primes paral·leles a (010), mostrant estries al llarg de {100} i {001}. La seva duresa a l'escala de Mohs és 2,5. Presenta una lluïssor metàl·lica i mostra una transparència opaca. És un mineral anisotròpic amb un pleocroisme visible.
Segons la classificació de Nickel-Strunz, l'aramayoïta pertany a «02.HA: sulfosals de l'arquetip SnS, amb coure, argent i ferro (sense plom)» juntament amb els següents minerals: calcostibita, emplectita, miargirita, berthierita, garavel·lita, clerita i baumstarkita.

## Formació i jaciments
És un mineral rar, que es troba en minerals d'estany i argent hidrotermals. Sol trobar-se associada a altres minerals com: tetraedrita, miargirita, estannita, pirita o quars. Va ser descoberta l'any 1926 a la mina Ánimas, al districte d'Atocha-Quechisla (Sud Chichas, Bolívia). També ha estat trobada a altres països sud-americans com Argentina, Perú i Xile, als Estats Units, a Europa (Àustria, Eslovàquia, França, Polònia i Rússia) a l'Àsia (Xina, Japó i Tadjikistan).